# Symbolia sinuata
Symbolia sinuata är en tvåvingeart som först beskrevs av Aldrich 1896.  Symbolia sinuata ingår i släktet Symbolia och familjen styltflugor. Inga underarter finns listade i Catalogue of Life.